# 7396 Brusin
7396 Brusin este un asteroid din centura principală de asteroizi.

## Descriere
7396 Brusin este un asteroid din centura principală de asteroizi. A fost descoperit pe 4 martie 1986 la Observatorul La Silla de Walter Ferreri. El prezintă o orbită caracterizată de o semiaxă mare de 2,92 ua, o excentricitate de 0,08 și o înclinație de 1,7° în raport cu ecliptica.